# A956 road
Die A956 road ist eine A-Straße in der schottischen Council Area Aberdeen. Sie verläuft in Nord-Süd-Richtung, wobei beide Enden in die A90 (Edinburgh–Fraserburgh) einmünden. Während die A90 einen weiten Bogen um das Zentrum Aberdeens beschreibt, führt die A956 durch das Stadtzentrum und bildet dort eine der Hauptverkehrsstraßen. Schon im 19. Jahrhundert gehörte sie zu den bedeutendsten Straßen in der Innenstadt, an der zahlreiche öffentliche Gebäude, Kirchen und medizinischen Einrichtungen gelegen waren. Sie stellt damals wie heute auch eine wichtige Ausfallstraße dar.

## Verlauf
Im Norden beginnt die A956 als Abzweigung von der A90 im Aberdeener Vorort Bridge of Don. Als Ellon Road führt sie in südlicher Richtung. Auf der denkmalgeschützten Bogenbrücke Bridge of Don quert sie den River Don und erreicht als King Street Aberdeen. Rund einen Kilometer südlich zweigt an einem Kreisverkehr die A978 ab, die als Umfahrung der Innenstadt entlang der Universität Aberdeen konzipiert ist. An einem Kreisverkehr nahe dem Hafen enden die A96 (Aberdeen–Inverness) und die A9013 an der A956. Sie verlässt die King Street und führt vorbei an den Hafenanlagen. Vor der denkmalgeschützten Victoria Bridge knickt die Straße ab und quert den Dee wenige hundert Meter südlich. Als Wellington Road verläuft die A956 durch die südlich des Dees gelegenen Stadtteile Aberdeens und mündet schließlich nach insgesamt zwölf Kilometern bei Charlestown wieder in die A90 ein.